# Роберт Скруп
Роберт Скруп (англ. Robert Scrope; умер 1190) — английский землевладелец, сын Ричарда Скрупа и Агнес де Клер. Владел поместьями Бартон-апон-Хамбаре (Северный Линкольншир) и Флотманби (Восточный райдинг Йоркшира).

## Происхождение
Считается, что род Скрупов имел нормандское происхождение, однако каких-то доказательств такого происхождения не существует. Самая ранняя генеалогия рода была составлена в XVII веке, но утверждения о том, что род известен со времён завоевания, больше говорят о том, что представители рода верили в благородное происхождение. Сэр Николас Харрис Николас в труде «Scrope and Grosvenor Roll» считал родоначальником Скрупов Ричарда Скроба, владевшего во второй половине XI века землями в Шропшире и Херефорде. Это мнение было опровергнуто сэром Чарльзом Клеем, который указал, что никто из потомков Ричарда не носил родовое прозвание Скроб; кроме того, по его мнению не существует каких-то установленных связей между этим родом и семьёй Скрупов. Также не установлено связей с родом со схожим родовым прозванием, имевшего владения в Глостершире, Беркшире и Оксфордшире.
Отцом Роберта был Ричард Скруп, который находился на службе Гилберта де Ганта, графа Линкольна и был его арендатором. Он выгодно женился на Агнес де Клер, дочь Ричарда Фиц-Гилберта де Клера, барона Клера из Торнбриджа, сестре Рохезы де Клер, жены Гилберта де Ганта. Некоторые исследователи полагают, что кроме Ричарда в этом браке родилось ещё несколько сыновей.

## Биография
Впервые в источниках Роберт упоминается в 1166 году в «Красной книге казначейства». Согласно ей он владел 1 рыцарским фьефом. 
В 1167/1168 и 1171/1172 года в «Красной книге казначейства» в Глостершире упоминается «Роберт де Эскруп» (лат. Robertus de Escrope).
Сохранилась хартия, датированная 1184/1185 годом, согласно которой графиня Алиса де Гант, дочь Гилберта, подтвердила своему двоюродному брату Роберту дарение поместья Бартон-апон-Хамбаре.
Фьеф Роберта включал поместья Бартон-апон-Хамбар (Северный Линкольншир) и Флотманби (Восточный райдинг Йоркшира). Последнее было одним из трёх йоркширских поместий, входивших в состав владений Гилберта де Ганта, графа Линкольна. Судя по всему, Роберт в 1166 году был одним из крупных арендаторов во владениях Гантов. Эти поместья до начала XIII века составляли основу территориальных владений Скрупов. Судя по всему, до конца XIII века ни один из представителей рода Скрупов не получал рыцарского статуса. Однако уже в XII веке они оказались включены в широкий класс сословия, который современные историки называют рыцарским.
Роберт умер в 1190 году в Акре. После его смерти владения были разделены на 2 половины. Старший из сыновей, Уолтер, получил часть в Северном Линкольншире с центром в Бартона, а земли в Восточном райдинге с центром в Флотманби достались Филиппу, который, судя по всему, был вторым из сыновей. Есть косвенные свидетельства, что третьим сыном Роберта был Симон Скруп, упоминаемый в 1225 году, хотя его доля в отцовском наследстве, вероятно, была совсем небольшой. Впрочем, после смерти своих племянниц, дочерей Филиппа Скрупа, он унаследовал Флотманби. Также в хартии, выданной настоятелем  Бридлингтонского монастыря Филиппу, в качестве свидетеля упоминается его брат Роберт.

## Брак и дети
Имя и происхождение жены Роберта неизвестно. Дети:
- Уолтер Скруп, владелец поместья Бартон-апон-Хамбар[2][3].
- (?) Филипп Скруп (умер в 1205), владелец поместья Флотманби[2][3].
- (?) Симон Скруп (умер после 1225)[2][3].
- (?) Роберт Скруп (умер после 1189)[3].